# Grotte d'El Cuco
La grotte d'El Cuco (ou grotte de la Peña del Cuco, en français : grotte du Rocher du Coucou) est une grotte ornée et un site préhistorique situé dans la commune de Castro Urdiales, en Cantabrie, en Espagne,. Elle a été occupée aux Solutréen, Azilien et Mésolithique. Elle abrite des gravures pariétales attribuées au Solutréen supérieur (environ 19 000 ans avant le présent). Elle a été classée Bien d'intérêt culturel en 1996 (cote RI-55-0000517).

## Situation
La grotte d'El Cuco s'ouvre dans une falaise calcaire bien visible depuis les arènes de Castro Urdiales, dans le quartier d'Urdiales.

## Historique
La grotte a été découverte et étudiée en 1966 par Miguel Ángel García Guinea (es), qui l'a incluse dans une publication de 1968. La grotte est aujourd'hui fermée au public.

## Description
La grotte comporte un petit vestibule qui se poursuit par une galerie étroite et droite d'environ 105 m. Vers le centre se trouve une petite salle qui contient une grande partie des gravures pariétales.
Le vestibule contient des vestiges du Solutréen et un grand amas coquillier daté de l'Azilien et du Mésolithique. Ce dernier a livré des fossiles humains et des tessons de céramique.

## Art pariétal
Les gravures pariétales représentent des animaux (3 Cervidae, 2 Capra aegagrus, 2 Equus caballus et 2 animaux indéterminés). Les figures sont de deux types : d'une part des gravures au trait fin représentant à la fois la tête et l'arrière-train de divers animaux, et d'autre part de grandes figures réalisées avec des traits larges et profonds, parmi lesquelles on remarque un grand cerf complet.
On peut rapprocher le style des grands cerfs gravés de ceux peints en noir de la grotte de las Chimeneas, ce qui attribue l'ensemble au style III d'André Leroi-Gourhan, en accord avec les vestiges solutréens du vestibule. 